# Войтюк, Андрей Петрович
Войтюк Андрей Петрович (род. 24 мая 1961 года) — советский и российский военный деятель, муниципальный служащий, глава городского округа Жуковский (2013—2018).

## Биография
Окончил Днепропетровский государственный университет (исторический факультет) и Гуманитарную академию Вооруженных сил РФ (1995, специальность «правоведение»).
С 1978 года и вплоть до избрания главой города Жуковского проходил воинскую службу, в том числе в боевых действиях в Афганистане. Прошел путь от курсанта до командира войсковой части 57272, полковник.
С 2000 года командовал Базой аэродромно‑технического обеспечения авиационных частей МЧС РФ (Жуковский), которая позже при его участии была преобразована в Федеральное государственное бюджетное учреждение «Авиационно-спасательный центр» (Центральный) МЧС России.
В досрочных выборах главы города Жуковского в 2013 году участвовал как самовыдвиженец, в соперничестве с 10 кандидатами получил 36,77 % голосов избирателей и стал избранным главой города. 12 апреля 2013 года вступил в должность.
В связи с изменением избирательного законодательства Московской области в 2014 году принял участие в выборах депутатов городского Совета депутатов по единому избирательному округу и избрался в Совет от партии «Единая Россия». С ноября 2015 года входил в состав политсовета Жуковского городского отделения партии «Единая Россия».
Советом депутатов вновь был выдвинут на должность главы города (23 депутата «за», двое «против») с возложением полномочий председателя городского Совета депутатов.
Ушёл в отставку с поста главы города 13 ноября 2018 года. Впоследствии работал заместителем генерального директора ЦАГИ по гражданской обороне и чрезвычайным ситуациям.
Женат, трое детей.

## Награды[1]
- Орден «Красной Звезды»
- Орден «За военные заслуги»
- Медаль «За боевые заслуги»
- Медаль ордена «За заслуги перед Отечеством» II степени
- Почетный знак Московской областной Думы «За труды»[20]